# 坎布里亞大學
坎布里亞大學（英語：University of Cumbria）是一所位於英國坎布里亞郡的公立大學，主校區在卡萊爾市。在蘭卡斯特、安布賽德、彭里斯、巴罗弗内斯和塔村區有分校區。成立於2007年，是由兰开斯特圣马丁学院和坎布里亞藝術學院合併，再加上中央蘭開夏大學的坎布里亞校區組成的。

## 學術
這是一所綜合大學，提供醫療、法律、經濟、文藝等方面的教育。

## 外部連結
- University website（页面存档备份，存于）

54°53′27″N 2°55′20″W / 54.89083°N 2.92222°W